# Super Mario 64
Super Mario 64 (јап. スーパーマリオ64) јесте видео-игра из 1996. Изашла је за конзолу Нинтендо 64. Прва је игра у серијалу Super Mario која је имала тродимензионалан гејмплеј. 
Као Марио, играч истражује замак принцезе Пич како би је спасио од чудовишта Баузера. Super Mario 64 је игра с отвореним светом и омогућава играчу слободу приликом играња кроз различите крајолике. Игра садржи многе елементе који су садржали и њени претходници из франшизе. Међутим, самом променом графике из 2Д у 3Д, игра је имала мноштво могућности који њени претходници до тада нису ни могли имати.
Продуцент/режисер и креатор Мариа Шигеру Мијамото осмислио је Марио игру у 3Д-у током продукције игре Star Fox (1993). Развијање игре Super Mario 64 припало је Нинтенду ЕАД и трајала је око три године. Мијамото је желео да ова игра садржи више детаља него њени претходници. Саундтрек је компонирао Коџи Кондо. Био је планиран и мултиплејер мод, међутим до њега на крају ни дошло.
Нинтендо је игру објавио 23. јуна 1996 у Јапану, а касније и у Северној Америци, Европи и Аустралији. Римејк, Super Mario 64 DS, објављен је за Нинтендо ДС 2004. године. Оригинална верзија Super Mario 64 објављена је за Нинтендове конзоле Wii и Wii U 2006, односно 2015. године.
Сматра се да је Super Mario 64 једна од најбољих видео-игара свих времена. Прва је игра која је добила савршену оцену од часописа Еџ. Рецензенти су похвалили игрин визуелни изглед, ликове, гејмплеј и музику, док су критике биле упућене на рачун непозданог система камере.
Игра представља бестселер конзоле Нинтендо 64, са више од једанаест милиона проданих примерака до 2003. године. 